# 슈테판 펙

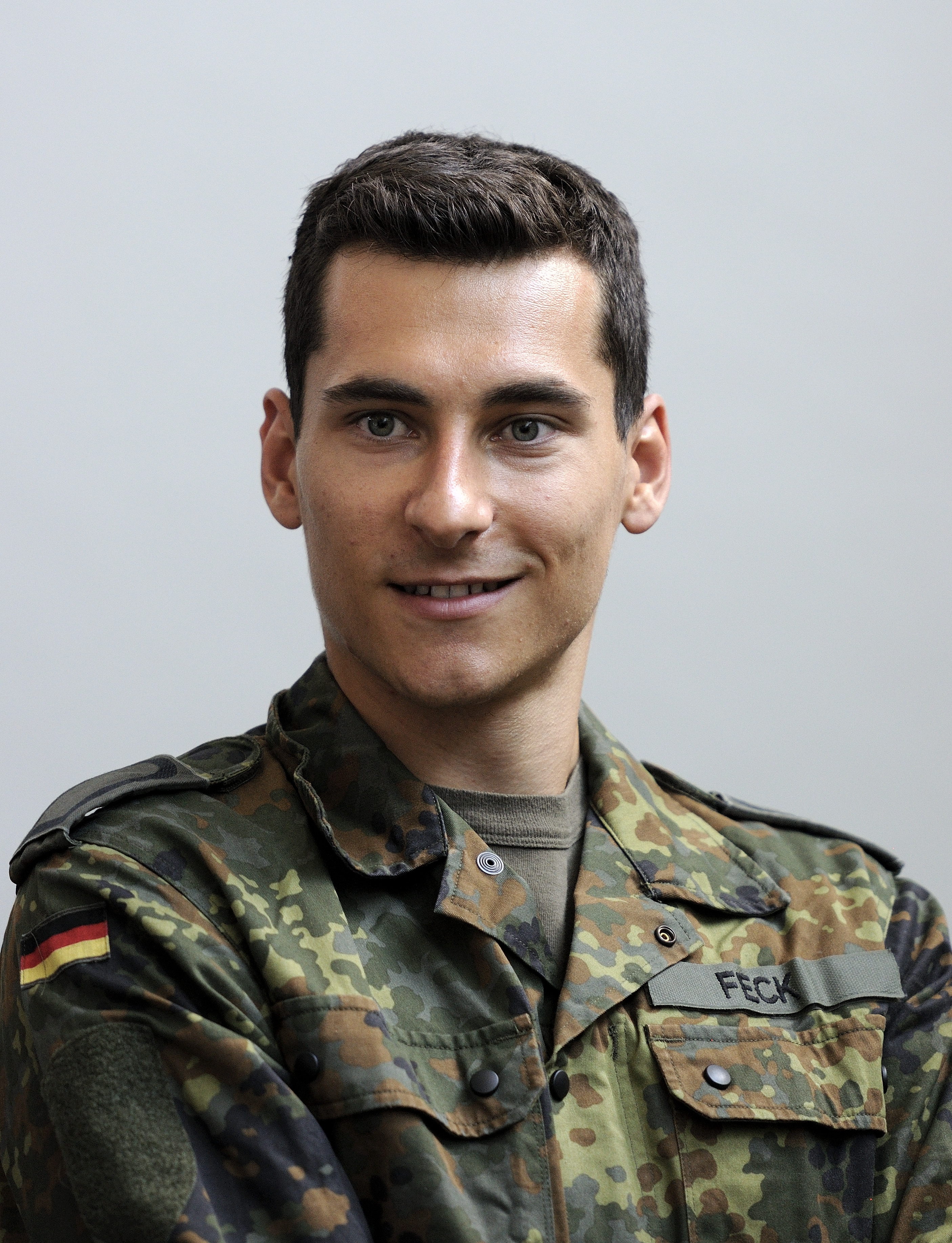
슈테판 펙, 2016

슈테판 펙(Stephan Feck, 1990년 2월 17일 ~ )은 독일의 1m/3m 스프링보드 다이빙 선수이다. 2010년 유럽 수영 선수권 대회 3m 스프링보드 싱크로에서 은메달을 획득하였다. 2012년 런던 올림픽 3m 스프링보드 경기에서 등부터 떨어져 심사위원으로부터 0점을 받았다.